# BSA B44 Shooting Star
La BSA B44 Shooting Star était une moto fabriquée par BSA dans leur usine de Small Heath, Birmingham. Même si elle était semblable à la BSA C15 avec laquelle elle partageait bon nombre de pièces, la B44 possédait un cadre amélioré. Un des points faibles de la BSA 250 et de la plupart des monocylindres de 350 cm3 à boîte de vitesses intégrée était le coussinet de manivelle et le vilebrequin côté distribution. La B44, et par la suite la B50, avait deux roulements à aiguilles qui supportaient les paliers du vilebrequin.

## Historique
En 1965, la BSA B44 de motocross, baptisée « Victor », fut lancée au Earls Court Show. Elle était développée à partir des scramblers utilisés par Jeff Smith pour remporter les championnats du monde 500 cm3 de 1964 et 1965. Elle fut suivie des modèles Victor Grand Prix et Victor Enduro, ainsi que par la version routière de 1967, la Victor Roadster. La Victor Grand Prix Scrambler avait une cylindrée de 441 cm3 et le modèle Enduro était connu sous le nom de 441 Victor aux États-Unis. En 1967, BSA commença à proposer une version routière, la B44VR Victor Roadster. Lorsque ce modèle fut exporté vers des revendeurs américains en 1968, son nom fut de nouveau changé pour devenir B44SS Shooting Star. La B44VS Victor Special fut également exportée avec succès aux États-Unis entre 1968 et 1970.
En 1968, la B44 devint le modèle de BSA le plus exporté. La bonne disponibilité des pièces de rechange et la simplicité relative du moteur monocylindre permettent aux exemplaires restants de pouvoir facilement être restaurés à l'état neuf.
Sur la séquence originale du Festival de Woodstock de 1969, le producteur Michael Lang pilote une version tout-terrain de la B44, la BSA Victor Special, à travers les alpages.

## Caractéristiques
La Victor Roadster (ou Shooting Star, nom emprunté à une moto bicylindre en ligne BSA des années 1950), avait une vitesse maximale de 145 km/h soit la même vitesse que la BSA 250 Barracuda. La conception de la moto mettait l'accent sur la facilité de conduite et la vitesse. La moto était équipée d'un guidon haut et de réflecteurs à la fois sous le réservoir et de chaque côté du feu arrière. En 1969, la Shooting Star fut équipée d'un réservoir d'essence en acier et d'un frein à tambour à double patin.
Les Victor avaient un faible rapport poids/puissance qui les rendait idéales pour faire du tout-terrain. Le taux de compression de 9,4: 1 nécessitait un décompresseur pour faciliter le démarrage au kick.